# Platalea regia
Platalea regia е вид птица от семейство Ибисови (Threskiornithidae).

## Разпространение
Видът е разпространен в Австралия, Индонезия, Източен Тимор, Нова Зеландия, Папуа Нова Гвинея и Соломоновите острови.